# Oblężenie Białego Kamienia (1573)
Oblężenie Białego Kamienia przez wojska moskiewskie miało miejsce w roku 1573. Zginął w nim twórca opryczniny, Maluta Skuratow. Było początkiem czteroletnich rządów Iwana Groźnego w tym mieście.